# Sternopygidae
I Sternopygidae sono una famiglia di pesci ossei d'acqua dolce appartenenti all'ordine Gymnotiformes.

## Distribuzione e habitat
La famiglia è endemica delle acque dolci dell'America meridionale e (limitatamente) centrale nella fascia dei tropici. A sud raggiungono il Río de la Plata e a nord il Rio Tuira a Panama. La maggioranza delle specie vive in Amazzonia. Sono specializzati a vivere nei corsi principali dei fiumi e si possono trovare anche nella foresta pluviale inondata. In alcuni ambienti il genere Eigenmannia è molto abbondante, tanto da costituire una frazione rilevante della biomassa.

## Descrizione
Come la generalità dei Gymnotiformes questi pesci hanno corpo anguilliforme con estremità posteriore filiforme, pinna anale lunga e pinne dorsale e caudale assenti. Il corpo è fortemente compresso ai lati. Occhi grandi. Su entrambe le mascelle sono presenti piccoli denti. Il corpo è semitrasparente o traslucido in molte specie.
Sebbene Sternopygus macrurus raggiunga 140 cm di lunghezza la maggior parte delle specie non supera qualche decina di centimetri.

## Biologia
Questi pesci hanno organi elettrici impiegati nell'orientamento e nella ricerca delle prede.

### Alimentazione
Si nutrono di Insetti, crostacei e altri organismi acquatici che catturano dal fondale o dalla vegetazione. Il genere Rhabdolichops è invece planctofago.

## Pesca
Di nessun interesse. Nel genere Sternopygus vi sono alcune specie oggetto di sporadica pesca sportiva.

## Acquariofilia
L'interesse per l'acquariofilia è limitato a due specie: Sternopygus macrurus e Eigenmannia virescens, che sono comunemente allevati in acquario.

## Tassonomia
La tassonomia di questa famiglia è soggetta a frequenti revisioni.

## Specie
- Genere Archolaemus
  - Archolaemus blax
  - Archolaemus ferreirai
  - Archolaemus janeae
  - Archolaemus luciae
  - Archolaemus orientalis
  - Archolaemus santosi
- Genere Distocyclus
  - Distocyclus conirostris
  - Distocyclus goajira
- Genere Eigenmannia
  - Eigenmannia humboldtii
  - Eigenmannia limbata
  - Eigenmannia macrops
  - Eigenmannia microstoma
  - Eigenmannia nigra
  - Eigenmannia trilineata
  - Eigenmannia vicentespelaea
  - Eigenmannia virescens
- Genere Japigny
  - Japigny kirschbaum
- Genere Rhabdolichops
  - Rhabdolichops caviceps
  - Rhabdolichops eastwardi
  - Rhabdolichops electrogrammus
  - Rhabdolichops jegui
  - Rhabdolichops lundbergi
  - Rhabdolichops navalha
  - Rhabdolichops nigrimans
  - Rhabdolichops stewarti
  - Rhabdolichops troscheli
  - Rhabdolichops zareti
- Genere Sternopygus
  - Sternopygus aequilabiatus
  - Sternopygus arenatus
  - Sternopygus astrabes
  - Sternopygus branco
  - Sternopygus castroi
  - Sternopygus macrurus
  - Sternopygus obtusirostris
  - Sternopygus pejeraton
  - Sternopygus xingu